# Крайсгауптманшафт Рава-Руська
Крайсгауптманшафт Рава-Руська або Окружне староство Рава-Руська (нім. Kreishauptmannschaft Rawa Ruska) — адміністративно-територіальна одиниця дистрикту Галичина Генеральної губернії з центром у Раві-Руській. Існувала під час нацистської окупації України в 1941—1944 роках.

## Історія
1 серпня 1941 року о 12:00 колишні повіти Рава-Руський і Любачівський ввійшли до складу Генеральної Губернії. Імовірно, 11 серпня 1941 року з цих районів було утворено Рава-Руське окружне староство (нім. Kreishauptmannschaft und Gemeindeverband Rawa Ruska «окружне староство і об'єднання гмін Рава-Руська»). Ця одиниця набула остаточного оформлення після реорганізації окружних староств дистрикту 15 вересня 1941. Очолював її окружний староста — крайсгауптман. Ним був ландрат, д-р права Ганс Вальтер Цінзер, який перед тим займав таку саму посаду в Березівському і Меховському повітах дистрикту Краків, а згодом — з лютого до жовтня 1942 — буде окружним старостою Самбора.
1 липня 1943 створено Рава-Руський міський комісаріат (нім. Stadtkommissariat Rawa Ruska) і Любачівський повітовий комісаріат (нім. Landkommissariat Lubaczów).
Усі важливі пости на рівні округи, особливо в судах і поліції, належали німцям. Другорядні посади займали фольксдойчі та українці — фахівці у відповідній галузі. Українці також мали право бути війтом або бургомістром.
Станом на 1 січня 1944 Рава-Руське окружне староство складалося із 16 адміністративно-територіальних одиниць — двох міст (Рава-Руська і Любачів) та 14 волостей (нім. Landgemeinde): Брукенталь, Вербляни, Вороблячин, Горинець, Добросин, Крехів, Любачів, Кровиця, Любича-Королівська, Магерів, Немирів, Олешичі, Потелич, Рава-Руська, Угнів.
20 липня 1944 року о 5 годині ранку адміністративний центр округи захопили радянські війська.